# X Y Jet
X Y Jet, född 7 februari 2012, död 8 januari 2020 var ett engelskt fullblod som tävlade i USA mellan 2014 och 2019. Han tränades under sin karriär av Jorge Navarro och reds oftast av Emisael Jaramillo. 

## Karriär
X Y Jet tävlade mellan 2014 och 2019 och sprang in ca 3 miljoner dollar på 26 starter, varav 12 segrar. Han tog sin största seger i Dubai Golden Shaheen (2019).

### Mystisk död
Den 8 januari 2020 meddelade tränare Jorge Navarro att X Y Jet avlidit av en hjärtattack. Hans plötsliga död väckte misstankar, och hans mystiska död uppmärksammades på nytt, då Navarro varit en av de åtalade i dopinghärvan inom nordamerikansk trav- och galoppsport. 
I augusti 2021 erkände Navarro att han injicerat sina hästar med förbjudna preparat, kallat för "monkey” eller “red acid". Navarro riskerar fem års fängelse och har gått med på att betala ca 25 miljoner dollar i böter. Då Navarro ursprungligen är från Panama, riskerar han dessutom att utvisas från USA på livstid. Navarro väntas få sin dom den 17 december 2021.